# Philippe de Carteret
Pour l’article homonyme, voir Philip Carteret.
Philippe de Carteret (Philip Carteret) (1639, Manoir de la Hougue, Jersey – novembre 1682 Elizabethtown, New Jersey), est le premier gouverneur colonial du New Jersey.

## Biographie
Philippe de Carteret, membre de la puissante famille Carteret, est le fils d'Hélier de Carteret († 1668, Manoir de la Hougue, Jersey), seigneur de la Hougue et procureur général de Jersey, et de Rachel de la Cloche.
Il succédera à son père comme seigneur de la Hougue, mais il est appelé dès 1663 à accompagner George de Carteret, son cousin, dans la colonisation de l'Amérique. C'est son neveu Charles de Carteret qui lui succédera comme seigneur de la Hougue et qui deviendra par mariage seigneur de La Trinité, dont l'arrière-petit-fils, Philip Carteret sera officier de la Royal Navy et explorateur.
Aux côtés de George de Carteret et de Lord John Berkeley, tous deux copropriétaires du New Jersey, il organise la province, distribue les terres et attire les colons par une politique délibérément libérale en matière de religion. En retour, les colons payent des impôts annuels connus sous le nom de quitrents. Plusieurs villes voient le jour, dont Elizabethtown qui devient la capitale de la colonie. 
Philippe devient premier gouverneur du New Jersey (1667-1682) lorsque George de Carteret retourne en Angleterre.
Cependant, la colonie reste pauvre et il est difficile de récolter les impôts. Le 18 mars 1673, Berkeley vend sa part aux quakers.  La vente divise la province en deux régions, l’East Jersey et le West Jersey, dont les frontières génèrent des disputes. Mais James de Carteret, fils de George, veut reprendre la direction des opérations. Philippe doit se réfugier à New York le temps que les choses se calment, mais il doit en appeler au roi.
George désapprouve son fils et l'envoie à la Barbade où il possède d'autres terres. Le calme revient, Philippe peut de nouveau administrer le nouvel État. Il fonde Carteret, Jersey City et d'autres villages. La position du New Jersey, face à New York, facilite son expansion. Philippe quitte sa charge de gouverneur quelques mois avant son décès.
De son mariage avec Elisabeth Smith en 1681, fille de Richard, premier maire de New York, on ne connaît pas de descendance.